# Mateusz Natkowski
Mateusz Mikołaj Natkowski (ur. 7 sierpnia 1984 w Kaliszu) – polski dyplomata i urzędnik służby cywilnej, konsul generalny RP w Winnicy (od 2024).

## Życiorys
Ukończył studia politologiczne na Wydziale Nauk Społecznych Uniwersytetu Wrocławskiego. Studiował również stosunki międzynarodowe na Wolnym Uniwersytecie Brukselskim w ramach programu Erasmus. Absolwent aplikacji dyplomatyczno-konsularnej w Polskim Instytucie Dyplomacji (2016). W 2022 został urzędnikiem mianowanym służby cywilnej.
W strukturach Ministerstwa Spraw Zagranicznych pracował na stanowisku attaché ds. konsularnych w Konsulacie Generalnym RP w Łucku (2017–2019), w ramach wsparcia sezonowego w pionie konsularnym Ambasady RP w Addis Abebie (2019), na stanowisku ds. politycznych, a następnie jako kierownik Referatu ds. Komunikacji i Dyplomacji Publicznej w Ambasadzie RP w Kijowie (2019–2022), naczelnik Wydziału Zatrudnienia w Instytucjach i Organizacjach Międzynarodowych w Biurze Szefa Służby Zagranicznej MSZ (2022–2023), kierownik Referatu ds. Ekonomicznych Konsulatu Generalnego RP we Lwowie (2023–2024). W listopadzie 2024 został Konsulem Generalnym RP w Winnicy.
Posługuje się biegle angielskim, francuskim i ukraińskim oraz, na poziomie roboczym, rosyjskim.